# Natalja Iwanowna Gorbatschowa
Natalja Iwanowna Gorbatschowa (russisch Наталья Ивановна Горбачёва, engl. Transkription Natalya Ivanovna Gorbachova; * 24. Juli 1947 in Wyborg) ist eine ehemalige sowjetische Diskuswerferin.

## Erfolge
- 1976 wurde sie Achte bei den Olympischen Spielen in Montreal,
- 1978 gewann sie Bronze bei den Leichtathletik-Europameisterschaften in Prag.
- 1978 wurde sie Sowjetische Meisterin.

Ihre persönliche Bestleistung von 67,32 m stellte sie am 4. Juni 1983 in Leningrad auf.